# 浴仙湖
浴仙湖旧称海子边、海子边海，位于中国云南省砚山县维摩彝族乡境内，县城江那镇西北42公里。湖长2.5公里，最大宽1.2公里，面积1.5平方千米。水质为Ⅱ类。浴仙湖紧靠323国道1953里程碑处，砚平高速（广昆高速的一段）经过南岸。浴仙湖被列为云南省级风景名胜区，包括浴仙湖中心景区、阿舍片区、听湖片区、阿猛片区、龙所片区等五个片区。水产丰富，主要养殖河蟹和南美白对虾（Penaeus vannamei Boone）。
2009至2012年期间，受到西南大旱的影响，浴仙湖周边12个村民小组1.53万人、1.23万头大牲畜和1.82万亩耕地等生产生活用水出现困难，周边近20公里范围的集镇和村庄均到浴仙湖拉（抽）水维持生产生活，导致湖泊干涸，生态环境恶化。为了逐步恢复湖泊的水生态环境，同时缓解海子边片区旱情，2016年开工兴建复兴水库至海子边补水工程，预计建成后每年汛期可向湖泊补水100.4万立方米。